# 南黑文 (明尼蘇達州)
南黑文（英語：South Haven）是一個位於美國明尼蘇達州賴特縣的城市。

## 歷史
南黑文於1888年成立，1902年建制。南黑文的郵局自1887年營運至今。

## 人口
根據2020年美國人口普查的數據，南黑文的面積為1.65平方千米，皆為陸地。當地共有人口185人，而人口密度為每平方千米112人。